# Вилигут, Карл Мария
Карл Мари́я Ви́лигут (Ва́йстор) (нем. Karl Maria Wiligut) (10 декабря 1866, Вена — 3 января 1946, Арользен) — австрийский, позже немецкий эзотерик, оккультист и ариософ. Был пациентом психиатрической клиники. Позднее духовный наставник рейхсфюрера СС Генриха Гиммлера, пользовался его личным покровительством, как так называемый «Распутин Гиммлера». Бригадефюрер СС, оказавший существенное влияние на нацистский оккультизм. Участвовал в разработке эсэсовских ритуалов и символики.
Называл себя потомком древних «арийских» германских королей. Это родство, по его мнению, позволяло ему хранить в своей памяти события многотысячелетней истории. Утверждал, что христианство возникло из религии древних германцев («ирминистской религии Криста»), которыми задолго до «семитов» написана исконная Библия.

## Биография
Вилигут родился в Вене в семье полковника австрийской армии. В 1884 году он поступил на военную службу в 99-й пехотный полк, а в 1889 году был принят в масонскую ложу в Граце. Среди его знакомых — члены Ордена Новых Тамплиеров. С начала XX века Вилигут стал писать стихи, сюжеты которых брал из местной мифологии и фольклора. В 1903 году Вилигут выпустил мифологический трактат «Руны Зейфрида».
В Первую мировую войну Вилигут принимал участие в боевых действиях на русском и итальянском фронтах, по некоторым данным был ранен 11 раз. С августа 1917 года по апрель 1918 года командовал 59-й пехотной бригадой. С военной службы Вилигут уволился в 1919 году в звании полковника. После войны Вилигут начал реконструкцию истории и мифологии древних германцев. В это же время его стали преследовать финансовые и семейные проблемы, вследствие которых он попал в сумасшедший дом, уверенный, что является жертвой масонского заговора. В 1924—1927 Вилигут находился в психиатрической клинике в Зальцбурге с диагнозом шизофрения.
В 1932 Вилигут эмигрировал в Германию, где познакомился с рейхсфюрером СС Генрихом Гиммлером, при протекции которого занял пост главы Отдела по изучению ранней истории (под псевдонимом Карл Мария Вайстор), созданного специально для Вилигута в рамках СС. В апреле 1934 года Вилигут получил звание штандартенфюрера СС, в ноябре 1934 года — оберфюрера, а в 1935 году — бригадефюрера с назначением в Берлин.
С 1 октября 1934 года он возглавлял архивное управление в Главном управлении СС по вопросам расы и поселения.
В 1936 году Вилигут вместе с Гюнтером Кирхоффом в рамках института Аненербе начал раскопки в Шварцвальде на холме Мург близ Баден-Бадена, где, по его словам, находились руины древнего поселения ирминистов. В СС Вилигут выполнял роль ирминистского священника, участвуя в брачных ритуалах в эсэсовском замке Вевельсбург. Он также разработал дизайн кольца Мёртвой головы, которым Гиммлер собственноручно награждал отличившихся офицеров. В то же время Вайстору был поручен анализ трудов Юлиуса Эволы.
В 1938 году личный адъютант Гиммлера Карл Вольф разыскал жену Вилигута, Мальвину, и получил от неё документы и медицинские освидетельствования, весьма смутившие Гиммлера. В 1939 году Вольф сообщил Вилигуту, что тот уволен по причине слабого здоровья и возраста. Тем не менее, Гиммлер не отстранился от Вилигута полностью, порой обращаясь к нему за советами. В 1940 году Вилигут поселился в Австрии, где провел остаток войны. После войны он решил вернуться в Германию, но по дороге скончался.

## Идеи
Многие исследователи отмечают сходство основных идей Вилигута с идеями арманизма.
Вилигут изображал «арийцев» духовными существами, которые прилетели с Луны. Он заявлял о падении Луны на Землю и других природных катаклизмах, приводивших к возникновению отдельных рас. Последними по времени появились «белые люди», или «асы», давшие начало «арийцам». Эта раса изначально обладала письменностью и исповедовала древнейшую монотеистическую религию, «истинное христианство», существовавшее задолго до появления «семитов». В концепции Вилигута присутствовало распятие древнего вождя Бальдра «раскольниками-вотанистами».
Вилигут утверждал, что является потомком древней династии германских святых Вилиготис, которые произошли от союза между воздушными (асами) и водными богами (ванами). Это родство якобы позволяет ему хранить в своей памяти события многотысячелетней истории, когда на небе сияло три солнца, а землю населяли гиганты, гномы и другие фантастические существа. В родовую тайну Вилигута, по его словам, посвятил отец, который вместе с другими, давно умершими, родственниками постоянно даёт Карлу наставления и советы в рунической форме.
Вилигут ввёл новый термин — ирминизм, которым обозначал «истинную германскую религию», в противоположность одинизму — ложной религии. Он утверждал, что Библия изначально написана древними германцами и посвящена древнегерманскому богу по имени Бальдур Крестос, распятому вотанистами в 9600 году до н. э., а в последующем текст Библии якобы был сфальсифицирован христианами (которые заимствовали имя «Крестос»), масонами и иудеями.
Ещё в начале 1920-х годов Вилигут начал убеждаться, что он является жертвой многовекового преследования его рода и «воссозданной» им «ирминистской религии». В его представлениях это преследование совпало с заговором лично против него католической церкви, евреев и франкмасонов, которых он обвинял также в проигранной Первой мировой войне и развале империи. После того, как бывший сослуживец не вернул ему долг, Вилигут утверждал, что этот человек также является агентом всемирного заговора против него. С целью обнародовать свои идеи среди других националистов новой социалистической австрийской республики, Вилигут основал антисемитскую лигу в Зальцбурге и приступил к выпуску газеты «Железная метла», на страницах которой яростно высказывал обвинения в адрес евреев и франкмасонов.

## Влияние
Идеи Вилигута получили широкую известность в нацистской Германии.
Предположительно, у Вилигута автором «Велесовой книги» была заимствована идея «арийского» письма на дереве. Вилигут утверждал, что древние саги, по его мнению отражавшие «арийскую» традицию, были записаны на дубовых досках.